# Nodar Gabunia
Nodar Gabunia (ur. 9 lipca 1933 w Tbilisi, zm. 31 sierpnia 2000 w Amsterdamie) – gruziński kompozytor i pianista, profesor konserwatorium w Tbilisi.

## Życiorys
W 1951 rozpoczął studia w Konserwatorium w Tbilisi, w 1954 przeniósł się do moskiewskiego konserwatorium im. Piotra Czajkowskiego, gdzie studiował w pod kierunkiem Aleksandra Goldenweisera (fortepian) i Arama Chaczaturiana (kompozycja). W 1962 podjął pracę w Państwowym Konserwatorium w Tbilisi, ponadto występował jako pianista. Został zauważony przed publiczność w 1970, gdy zagrał komplet sonat fortepianowych Ludwiga van Beethovena. Był wybitnym tłumaczem i popularyzatorem Béli Bartóka w Gruzji. Od 1973 do 1979 był sekretarzem Gruzińskiego Związku Kompozytorów. W międzyczasie, w 1976 otrzymał tytuł profesorski. W 1982 otrzymał honorowy tytuł Artysty Republiki Gruzińskiej, w 1985 nagrodę im. Zakarii Paliaszwilego. Od 1984 pełnił funkcję rektora Państwowego Konserwatorium w Tbilisi. W latach 1996–1997 był przewodniczącym Związku Kompozytorów Republiki Gruzińskiej. Pracował też w Królewskim Konserwatorium w Hadze. Zmarł w Amsterdamie, ale zgodnie z jego wolą jego ciało zostało pochowane w Tbilisi. Do dorobku Nodara Gabunia należy zaliczyć dwa musicale (1973, 1979), dwie symfonie (1972, 1984), trzy koncerty fortepianowe (1961, 1976, 1986), sonaty fortepianowe, dwa kwartety smyczkowe, kameralne, utwory wokalne, muzyka do sztuk teatralnych i filmów itp.

## Wybrana muzyka filmowa
- 1970: Osiołek i wilk